# 부산 동아대학교 미인도
미인도(美人圖)는 부산광역시 서구 동아대학교에 있는 조선시대의 인물화이다. 2005년 3월 3일 부산광역시의 문화재자료 제32호로 지정되었다.

(동아대 석당박물관) 미인도는 채용신의 8도 미인도의 강릉미인과 왼 팔을 위로 올린 모양새와 얼굴 특징이 비슷하다. 어느 작품이 먼저 그려진 진 알고 싶지만, 필자는 모르겠고 동아대 미인도가 채용신의 8도 미인도의 강릉 미인보다는 더 세밀히 묘사되어있다.
해당 세밀한 묘사는 채용신의 강릉미인 작품보다 옷감과 장도, 가락지의 디테일, 그리고 포즈의 자연스러움에 있다. 또한 저고리 아래의 적절한 노출은 미학적으로 훌륭하다. 안 고름과 겉 고름이 적절히 선을 유지해주며, 다 보여주지 않는 오묘한 미학적 기준의 충족을 선사한다.

-채용신의 강릉 미인과의 비교
1. 동아대학교 미인도의 이목구비는 강릉미인과 이목구비가 일치한다. 눈과 눈섭, 코와 귓볼의 배치가 일치함을 눈으로 비교하여 알 수 있다. 둘 중에선 배치가 자연스러운 것은 전자이다.
2. 두 작품 중 하나가 먼저 창작되고 이후에 이를 참고해 창작되었을 가능성이 크다. 석당박물관 미인도의 수집 기록 또는 표구 과정의 기록을 석당선생의 기록에서 찾는 등의 문헌조사를 통해 대략의 선후 시기를 추론하여 채용신의 작품보다 오래됨을 밝힌다면 이 작품의 가치는 더 올라갈 것이다.

￼
- 미인도 - 국가유산청 국가유산포털